# Wilnis

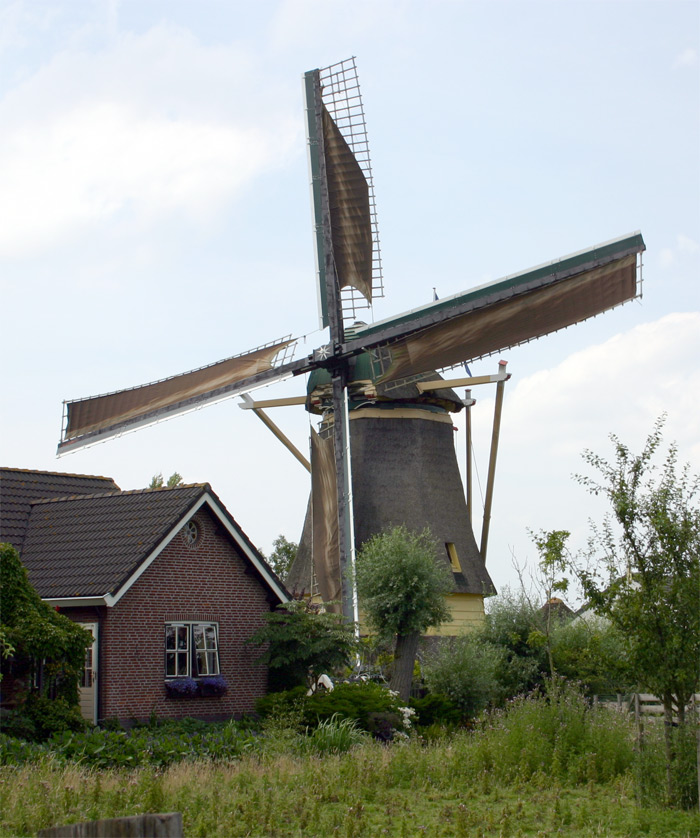
De Veenmolen van Wilnis

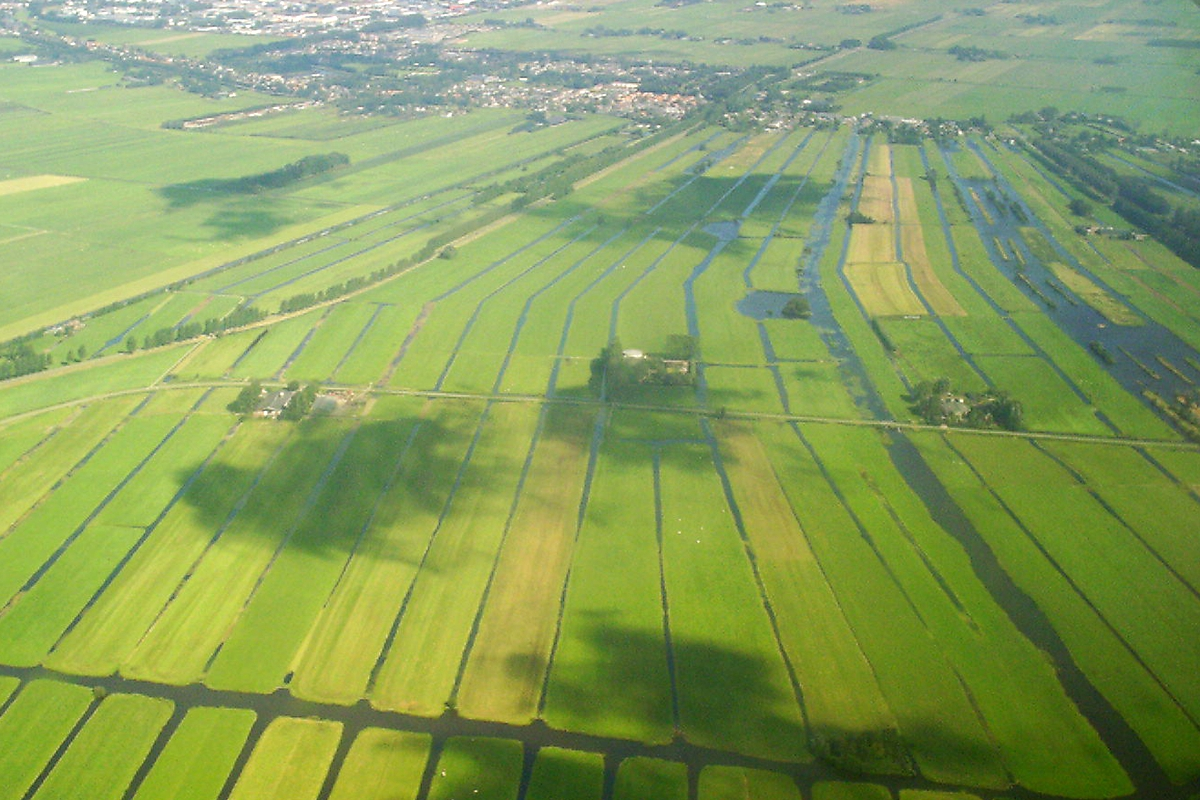
De oude polder ten zuiden van Wilnis

Wilnis is een dorp in de gemeente De Ronde Venen in de Nederlandse provincie Utrecht, gelegen tussen Utrecht en Amsterdam. De voormalige gemeente Wilnis ontstond uit een samenvoeging van de toenmalige gemeenten Oudhuizen en Wilnis op 13 juni 1857, en ging in 1989 op in de gemeente De Ronde Venen. Wilnis telt ruim 7.500 inwoners.

## Geschiedenis
De naam Wilnis is afgeleid van Willis (of Willens, zoals op de kaart Episcopatis Ultrajectinus uit 1628). De grond is ontstaan uit het moerasgebied met weelderige plantengroei met vooral riet en zegge waaruit zich veenmoeras kon ontwikkelen. In 1085 werd voor het eerst begonnen met de ontginning van het gebied onder leiding van de kanunniken van de proosdij van Sint Jan te Utrecht. Sloten die afwaterden op de Kromme Mijdrecht werden gegraven, en daarmee daalde het waterpeil. Het veen klonk in, en zo ontstond bruikbaar grasland. Toen aan het einde van de middeleeuwen turf als brandstof werd ontdekt, werd het grasland uitgeturfd. Door het op deze wijze afgraven van de grond ontstonden onder andere de Wilnisse plassen. Vanaf de 19e eeuw werden deze plassen drooggelegd door de droogmakerijen van de Eerste, Tweede en Derde Bedijking. Pas in 1925 werd dit proces voltooid met de drooglegging van Wilnis Veldzijde.
Het dorp kreeg op 26 augustus 2003 landelijke bekendheid toen de ringdijk van de polder Groot-Mijdrecht doorbrak.

## Bouwwerken
In het dorp staat een korenmolen uit 1823: De Veenmolen. Er is een voormalig station uit 1914 van de opgeheven spoorlijn Aalsmeer - Nieuwersluis-Loenen. De Hervormde kerk dateert uit de jaren 1877-1878.
Zie ook:
- Lijst van rijksmonumenten in Wilnis
- Lijst van gemeentelijke monumenten in Wilnis

## Geboren in Wilnis
- Antony Gooszen (1864-1922), KNIL-officier, ontdekkingsreiziger in Nieuw-Guinea
- Adrianus van der Vaart (1901-2008), verzekeringsagent, tapijtenhandelaar en oudste man van Nederland
- Gerard Maarse (1929-1989), schaatser en bondscoach
- Rick Nicolet (1943), actrice
- Jan Boer (1944-2014), cultureel ondernemer
- Tom Cordes (1966), wielrenner
- Willemijn Hoebert (1978), weervrouw

## Galerij

Rijksmonumenten in Wilnis
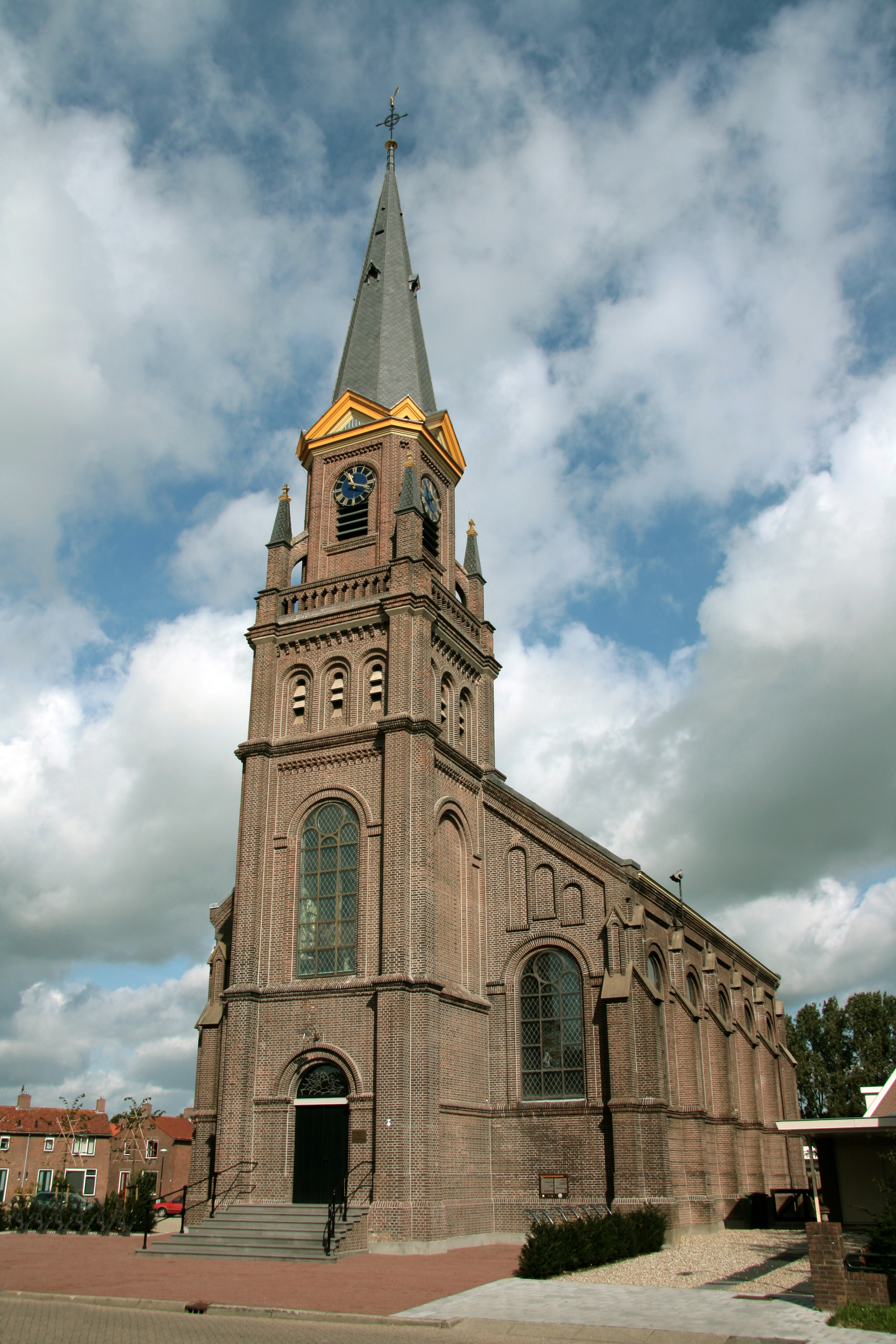
Hervormde kerk aan de Koningin Julianastraat
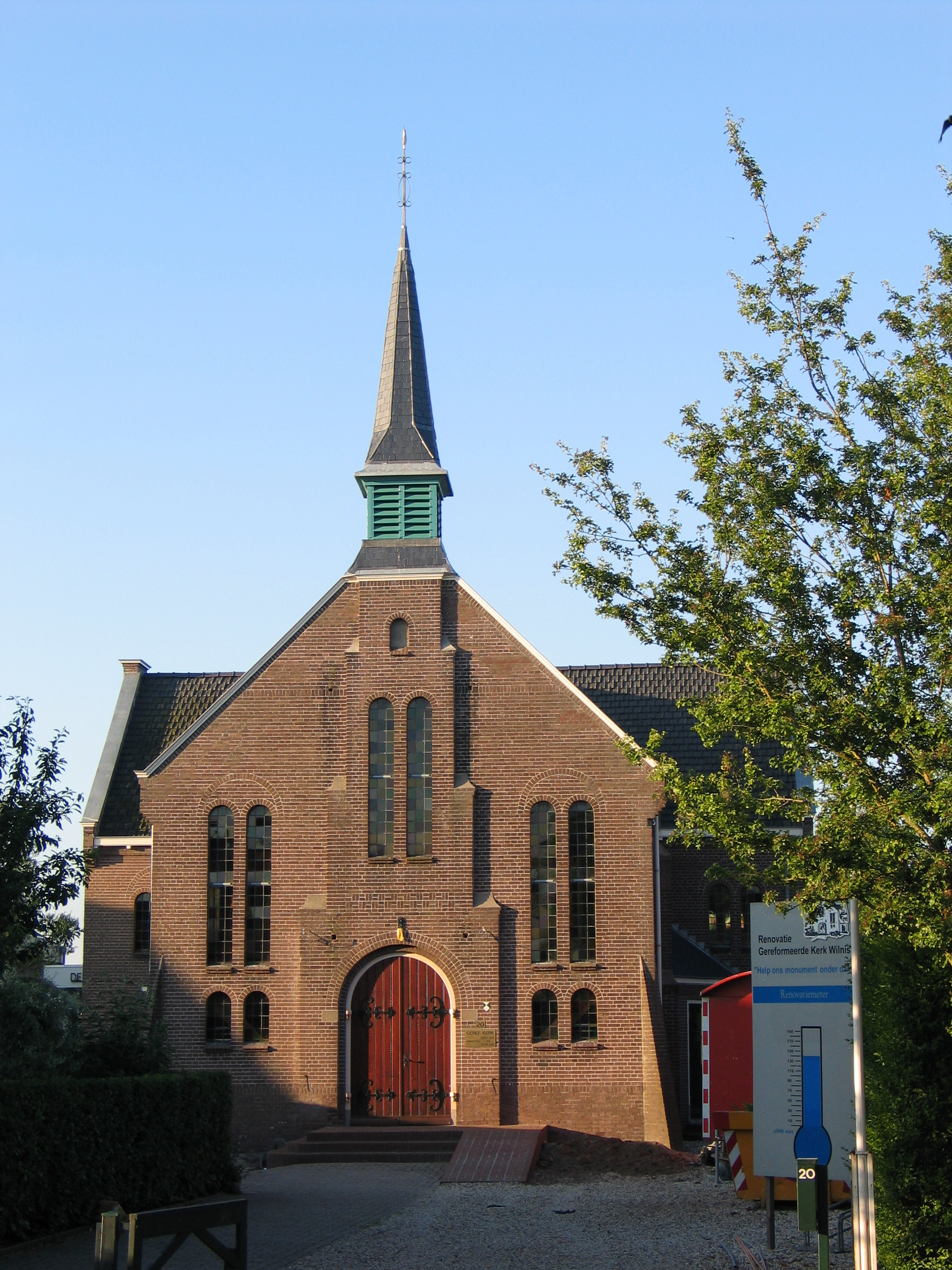
Ontmoetingskerk aan de Dorpsstraat
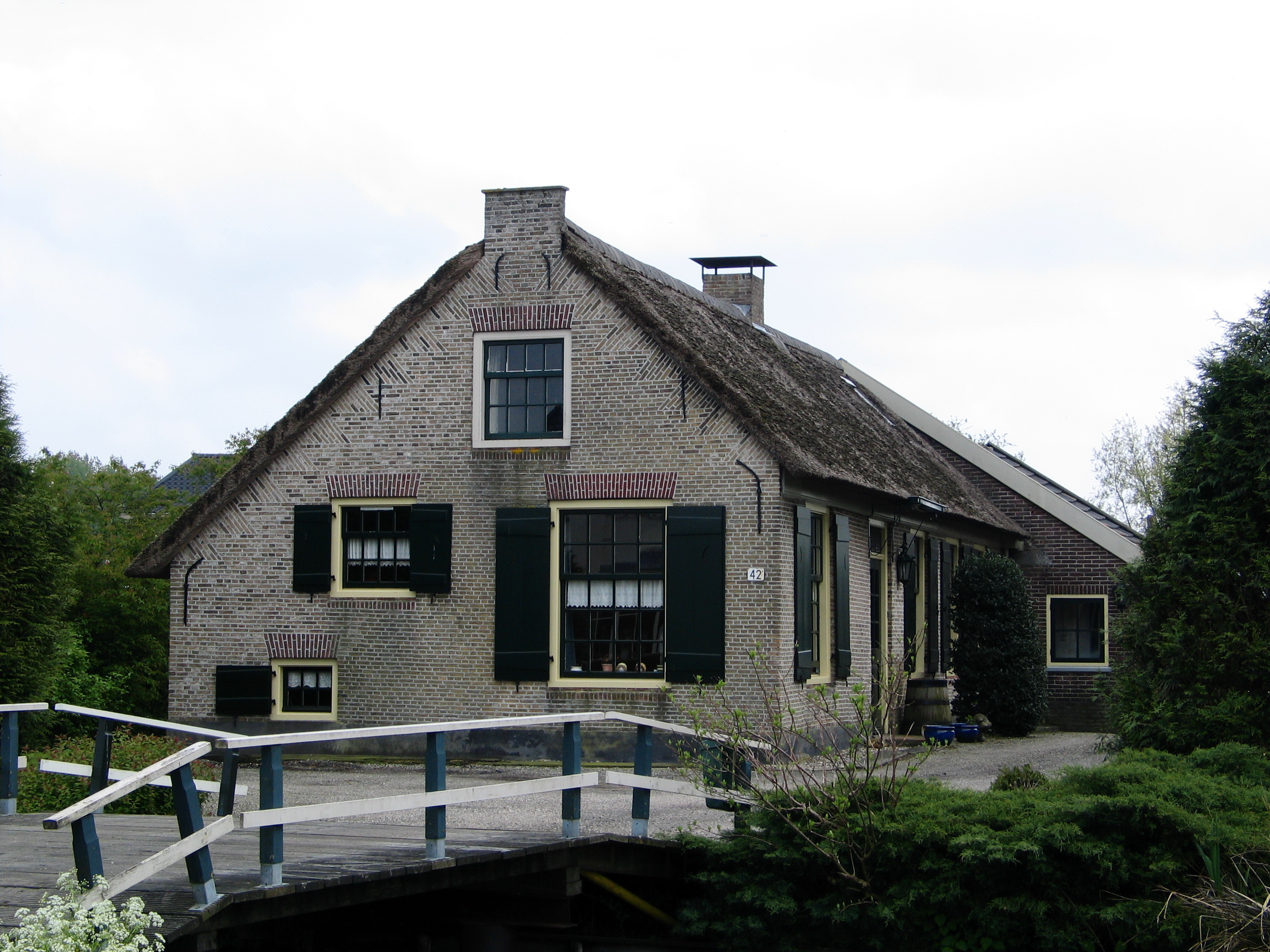
Langhuisboerderij aan de Oudhuijzerweg
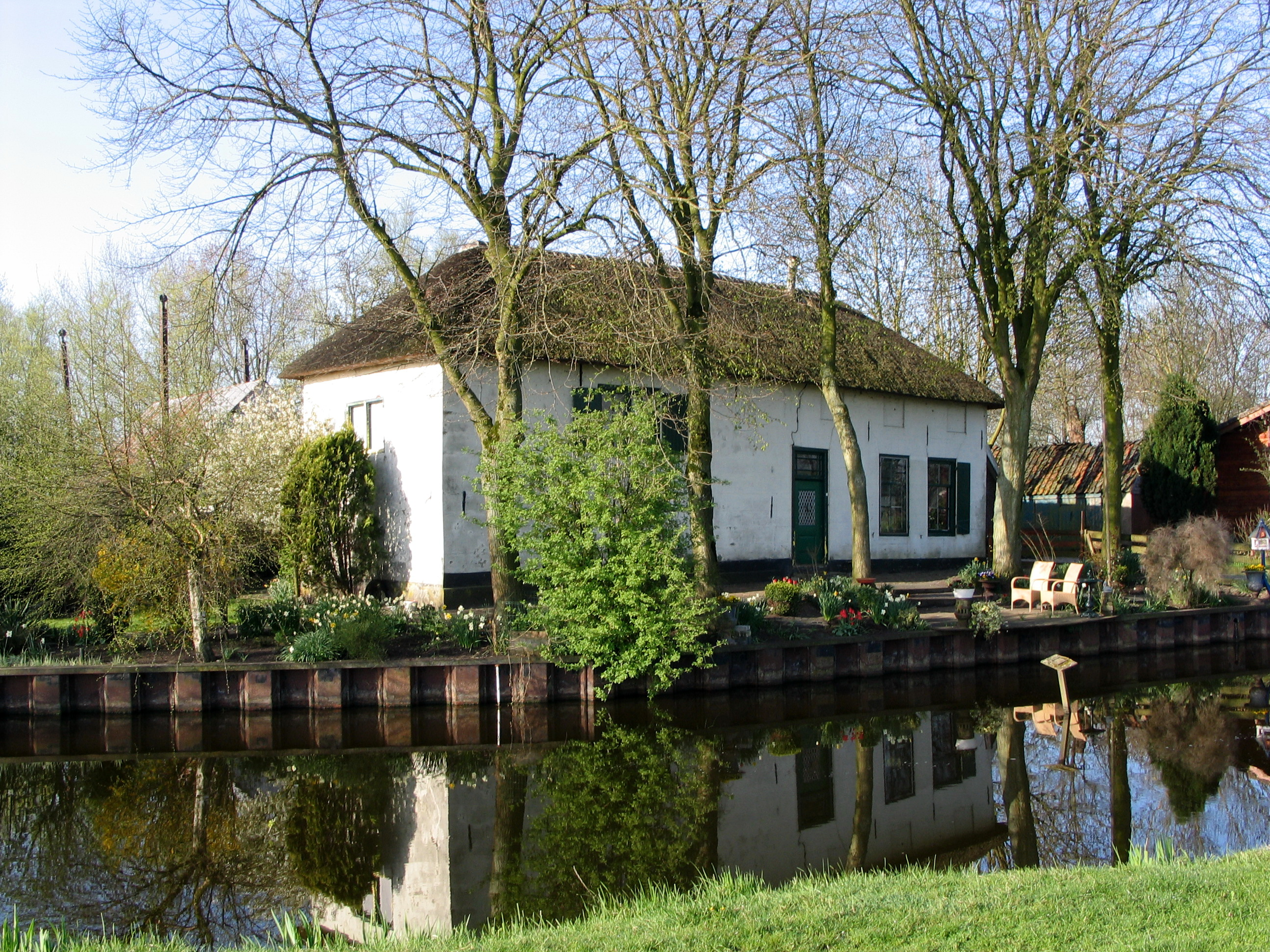
Dwarshuisboerderij aan de Veldhuisweg

Dorpen: Abcoude · Amstelhoek · Baambrugge · De Hoef · Mijdrecht · Vinkeveen · Waverveen · Wilnis

Buurtschappen: Aan de Zuwe · Achterbos · Baambrugse Zuwe · Botshol · Demmerik · Donkereind · Geer · Gemaal · Groenlandsekade · Kromme Mijdrecht · Mennonietenbuurt · Nessersluis · Stokkelaarsbrug · Vinkenkade

Utrecht · Plaatsen in de provincie      Nederland · Provincies · Gemeenten